# Antonín Corfitz z Ulfeldu
Antonín Corfitz hrabě z Ulfeldu (německy Anton Corfitz Graf von Ulfeld, 15. června 1699 Brašov – 31. prosince 1769 Vídeň) byl rakouský diplomat a státník z rodu Ulfeldtů dánského původu. Díky vlivným pozicím rodičů u císařského dvora ve Vídni dosáhl v mládí vysokého postavení v diplomacii a byl vyslancem v několika zemích. Jako rakouský státní kancléř (1742–1753) měl v prvních letech vlády Marie Terezie na starost zahraniční politiku habsburské monarchie. V roce 1753 byl odvolán a nahrazen knížetem Kounicem, poté zastával post nejvyššího dvorského hofmistra (1753–1769). Jeho hlavním sídlem byl zámek Brodek, který vlastnil v letech 1733–1766. Byl rytířem Řádu zlatého rouna.

## Kariéra

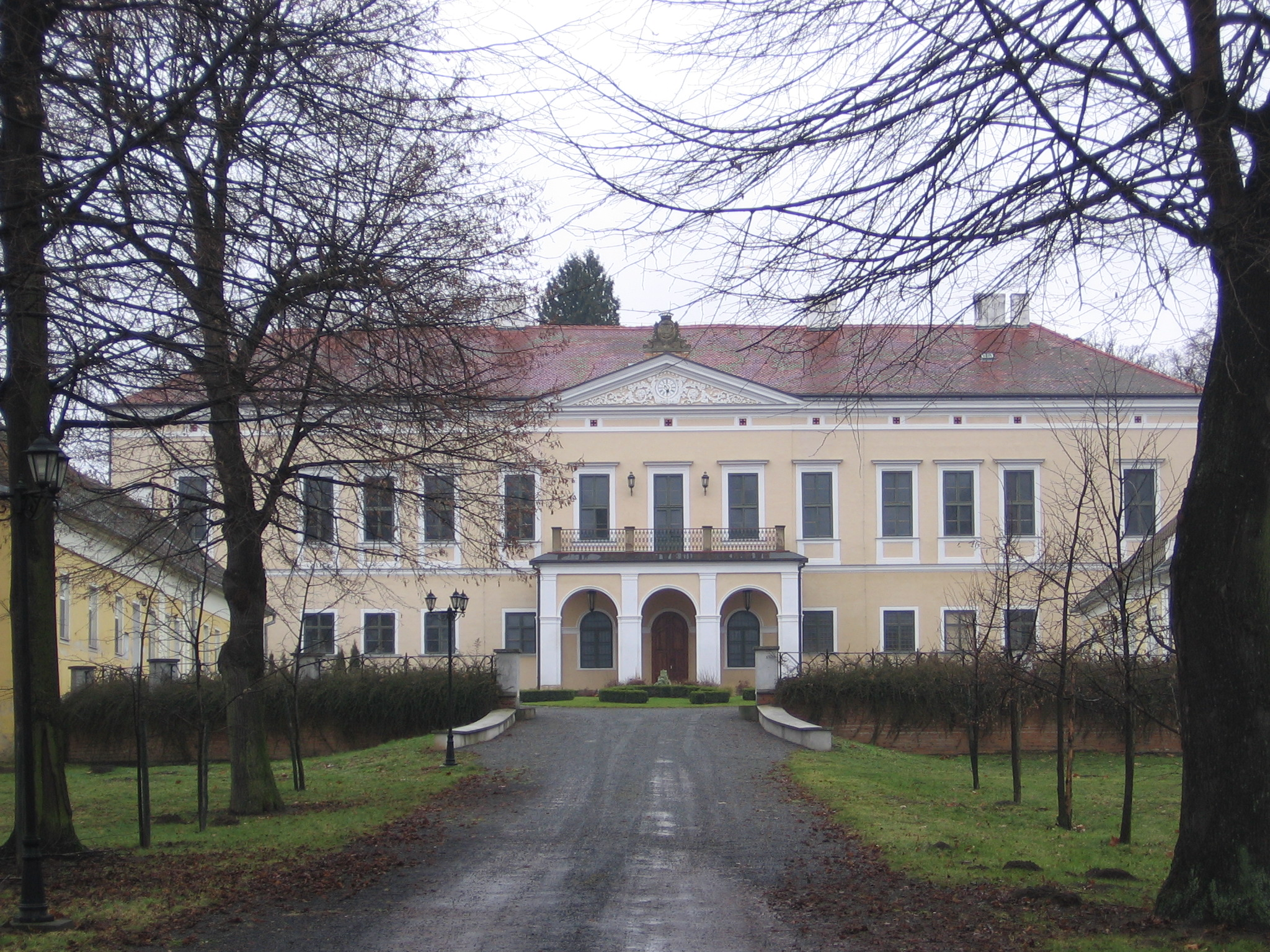
Zámek Brodek, hlavní sídlo Antonína Corfitze z Ulfeldu v letech 1733–1766

Pocházel ze starého šlechtického rodu Ulfeldtů původem z Dánska (rod se připomíná též pod jménem Uhlefeldt nebo Ulefeld). Narodil se v Sedmihradsku jako starší syn císařského polního maršála hraběte Lea z Ulfeldu (1651–1716), matka Anna Marie, rozená Sinzendorfová (1673–1736), byla nejvyšší hofmistryní arcivévodkyně Marie Alžběty, místodržitelky v Nizozemí. Antonín Corfitz původně sloužil v armádě a krátce před otcovou smrtí se pod jeho velením zúčastnil války proti Turkům. V roce 1723 byl jmenován císařským komořím, v roce 1724 se stal členem říšské dvorské rady, v roce 1726 spolu se svým bratrem obdržel český inkolát. Kariéru v diplomacii zahájil jako vyslanec v Savojském vévodství (v Turíně), kde působil v letech 1728–1730. V roce 1733 byl krátce zplnomocněncem Českého království u říšského sněmu v Řezně, v letech 1733 (nebo 1734)–1739 byl rakouským vyslancem v Haagu. V roce 1739 se podílel na uzavření bělehradského míru, který po válce s Tureckem znamenal pro Rakousko územní ztráty. V roce 1739 byl jmenován tajným radou a s titulem velvyslance pobýval v letech 1740–1741 v Istanbulu.
Na počátku vlády Marie Terezie byl z Turecka povolán zpět do Vídně a stal se státním a konferenčním ministrem, krátce nato po smrti hraběte Sinzendorfa převzal úřad státního kancléře se zodpovědnosti pro zahraniční politiku (1742–1753). Obdržel také řadu dalších čestných funkcí, od roku 1743 byl mimo jiné dědičným nejvyšším komořím nad stříbry v Českém království. V roce 1744 obdržel Řád zlatého rouna a od roku 1745 byl též prezidentem Tajné konference. Po tereziánské reformě státní správy v roce 1749 byla zrušena česká a rakouská dvorská kancelář a na Ulfeldův úřad přešla část kompetencí vnitřních záležitostí. Ve svých státních funkcích vždy prokazoval oddanost Marii Terezii, chyběly mu ale schopnosti řešit problematické mezinárodní vztahy během války o rakouské dědictví. Po válce soustředila Marie Terezie své úsilí na znovuzískání ztraceného Slezska a váhavého Ulfelda shledala nakonec málo vhodným pro tento úkol. V květnu 1753 jej odvolala z funkcí státního kancléře a prezidenta Tajné konference a jeho nástupcem jmenovala mladšího a dynamičtějšího Václava Antonína Kounice. Ulfeld následně v letech 1753–1769 zastával funkci nejvyššího císařského hofmistra. I když si u dvora udržel jistý vliv, z korespondence jeho současníků vyplývá, že kvůli své chladné povaze nebyl ve společnosti nijak oblíben.

## Rodinné a majetkové poměry

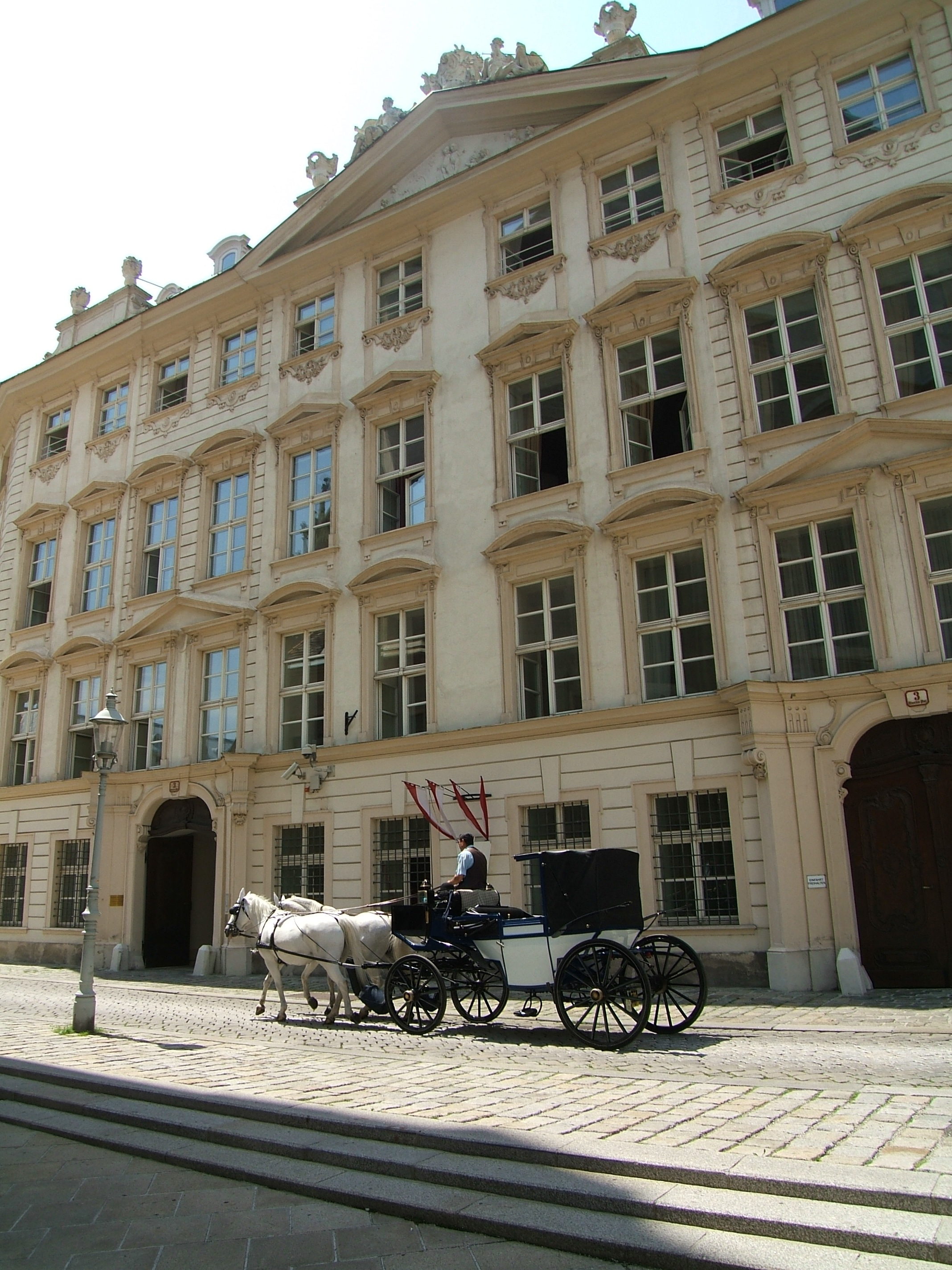
Palác Ulfeldů ve Vídni

Poprvé se oženil v roce 1730 s Marií Annou z Virmontu (1710–1731), dcerou a univerzální dědičkou generála a diplomata hraběte Damiána Huga z Virmontu. Zemřela již v následujícím roce a jejím dědicem se stal manžel. Podruhé se oženil v roce 1743 s princeznou Marií Alžbětou Lobkovicovou (1726–1786), dcerou knížete Filipa Hyacinta z Lobkovic. Z druhého manželství pocházely tři děti. Jediný syn Jan Křtitel (* 1745) zemřel v dětství. Starší dcera Marie Vilemína (1744–1800) se provdala za hraběte Františka Josefa z Thun-Hohensteinu (1734–1801), majitele panství Klášterec nad Ohří, mladší Marie Alžběta (1747–1791) byla manželkou hraběte Jiřího Kristiána z Valdštejna (1743–1791).
Díky dědictví své první manželky mohl investovat do nákupu statků a v roce 1733 koupil na Moravě panství Brodek u Prostějova. Zdejší zámek se stal jeho občasným sídlem a v letech 1750–1755 prošel přestavbou podle projektu císařského dvorního stavitele Antonia Beduzziho, kolem zámku vznikl francouzský park doplněný drobnou architekturou. V roce 1753 koupil ve Vídni na Minoritenplatz dva domy, které nechal přestavět do podoby barokního paláce (dnes známého jako Dietrichstein-Ulfeld Palais). Vzhledem k tomu, že neměl mužské potomstvo a manželé obou jeho dcer sídlili v severních Čechách, krátce před smrtí prodal v roce 1766 panství Brodek Schrattenbachům.
Jeho mladší bratr František Antonín (1711–1741) sloužil v armádě a na počátku války o rakouské dědictví zemřel v Českých Budějovicích.